# 砂原茂一
砂原 茂一（すなはら しげいち、1908年5月16日 - 1988年6月15日）は、日本の医師。

## 略歴
明治41年生まれで三重県阿山郡大山田村（現伊賀市）出身。1933年に東京帝国大学医学部を卒業後に1943年に医学博士。1933年（昭和8年）から国立療養所に勤め、結核薬の効用、手術成績などを研究。1957年（昭和32年）から国立療養所化学療法共同研究班班長として、結核薬の科学的薬効検定結果を発表した。国立東京療養所長を経て1961年から国立療養所東京病院長。1967年に厚生省薬事審議会に入り、1973年に同省の医事紛争に関する研究班班長を務めた。1978年に名誉院長となる。1965年に人類遺伝学会賞を受賞、1987年（昭和62年）にスモン基金賞を受賞する。

## 著書
- 『療養者とともに』保健同人社 (療友文庫)1951
- 『転換期の結核治療 「変るもの」と「変わらないもの」』南山堂 1958
- 『医者とくすり 治療の科学への道』東京大学出版会 1967
- 『臨床医学の論理と倫理』東京大学出版会 1974
- 『薬その安全性』1976 岩波新書
- 『ある医療・あるべき医療』メヂカルフレンド社 1976
- 『けやき並木 医学と病院の随想』メヂカルフレンド社 1979
- 『ただしい治療あやしい治療 紅茶キノコからガンワクチンまで』講談社 (ブルーバックス)1980
- 『リハビリテーション』1980 (岩波新書)
- 『医者と患者と病院と』1983 (岩波新書)
- 『臨床医学研究序説 方法論と倫理』医学書院 1988
- 『えごの実 砂原茂一先生自伝・遺稿集』芳賀敏彦[ほか]編 砂原茂一先生自伝遺稿編集委員会 1989

### 共編著
- 『難治の結核』三井美澄,渡辺誠三共著 金原出版(新臨床医学文庫)1965
- 『臨床薬理 新薬開発と薬物療法の基礎』編 講談社 1975
- 『リハビリテーション医学全書 21　呼吸障害・循環障害・老人』編集、芳賀敏彦 [ほか]執筆 医歯薬出版 1983
- 『リハビリテーション医学全書 1 リハビリテーション概論』編集、砂原茂一 [ほか]執筆 医歯薬出版 1984
- 『ある病気の運命 結核との闘いから何を学ぶか』上田敏共著 東京大学出版会 1984
- 『GCPに適合した臨床試験の考え方』砂原茂一 他著 清至書院 1984
- 『思い出の坂口康藏先生』小山善之, 北本治,小阪樹徳共編 診断と治療社 1985

## 論文
- <砂原茂一